# Aladdin (pel·lícula de 2019)
Aladdin és una pel·lícula de fantasia musical estatunidenca de 2019 dirigida per Guy Ritchie, que va co-escriure el guió amb John August. Produïda per Walt Disney Pictures, és una adaptació en imatge real de la pel·lícula d'animació del mateix nom estrenada el 1992, que es basava en el conte homònim Les mil i una nits.  La pel·lícula és protagonitzada per Will Smith, Mena Massoud, Naomi Scott, Marwan Kenzari, Navid Negahban, Nasim Pedrad i Billy Magnussen, i també compta amb les veus d'Alan Tudyk i Frank Welker. La trama segueix a Aladdin, un lladre del carrer que s'enamora de la princesa Jasmine. Ell fa amistat amb un geni que concedeix desitjos i lluita contra el malvat Jafar.
L'octubre de 2016 Disney va anunciar que Ritchie dirigiria un remake Aladdin en imatge real. Smith va ser el primer membre del repartiment que es va unir al projecte, signant per a fer del geni el juliol de 2017; Massoud i Scott també van ser confirmats en els dos papers principals a finals d'eixe mes. El rodatge va començar el setembre als estudis Longcross a Surrey, Anglaterra, es va filmar també al desert de Wadi Rum de Jordània.
Aladdin es va estrenar el 24 de maig de 2019, i ha recaptat més d'1 miler de milions a nivell mundial, convertint-se en la sisena pel·lícula més taquillera de 2019. La pel·lícula va rebre ressenyes molt variades dels crítics, que van elogiar les actuacions de Smith, Massoud i Scott, les disfresses, i la banda sonora, però van criticar la direcció de Ritchie i els efectes CGI. D'una altra banda, el públic va tenir una recepció molt més positiva respecte a la pel·lícula.

## Trama
Aladdin, un pillet de bon cor que vivia a la ciutat àrab d'Agrabah, juntament amb el seu mico mascota Abu, rescata i fa amistat amb la princesa Jasmine. Aquesta havia sortit del palau per a explorar, cansada de la seua vida avorrida. Mentrestant, el Gran visir Jafar planeja derrocar el pare de Jasmine i erigir-se com a sultà. Ell i el seu lloro Iago busquen una llàntia màgica oculta a la Cova de les Meravelles que atorga desitjos. Només una persona és digna per a entrar: "el diamant en brut", i la cova decideix que és Aladdin. Aladdin és capturat i Jafar el convenç d'entrar a recuperar la llàntia. Dins de la cova Aladdin troba una catifa màgica i obté la llàntia. Li la lliura a Jafar, que el traeix i el llança de nou endins la cova mentre aquesta se tancava; per sort, Abu furta la llàntia abans d'això i els dos poden comprovar que conté.

## Repartiment
En la versió original en anglès, els actors de veu van ser:
- Will Smith com el Geni: 
Un còmic, excèntric, i amable jinn que té el poder de concedir tres desitjos a qui siga que posseïsca la llàntia. Smith va dir que estava "aterrit" quan interpretava el personatge, però que "[ell] va trobar el camí que retia homenatge" a l'actuació de Robin Williams en la pel·lícula original, mentre encara feia el paper "[seu]".[4] Smith va descriure el personatge "com un trampós i un mentor", que tracta de "guiar Aladdin cap a la veritat de la grandesa que ja hi ha dins seu."[1] Smith interpreta físicament el personatge quan està sota la disfressa d'un humà, mentre que la seua forma blau gegant és CGI interpretada a través de captura de moviments.[5][6]
- Mena Massoud com a Aladdin: Un murri empobrit d'Agraba que es topa amb la filla del sultà. Amb l'ajuda del geni, es fa passar pel Príncep Ali Ababwa. Massoud diu que Aladdin "veu un futur per a ell que és molt més gran del que té en eixe moment. Ell no sap exactament com va arribar-hi fins allí, però sap que està allí fora", i sent que el personatge "[é]s prou desinteressat i normalment fa les coses pels altres, però a mesura que s'enamora es perd una mica i comença a convertir-se en algú que no és. Però és una persona amb bones intencions i té bona gent que l'envolta i que l'ajuda a redreçar-ho."[1]
- Naomi Scott com la Princesa Jasmine: La filla del sultà i la combativa princesa d'Agrabah que vol poder decidir com viure la seua vida. Scott va dir que el personatge "serà fort i divertit, però també pot equivocar-se i ser emocional. És una dona amb diverses cares, i no ha de ser una sola cosa. Així que en aquesta pel·lícula, la veus anar per una muntanya russa, en oposició a ser el seu únic objectiu l'escapar de la solitud de la reialesa i el trobar un company." A més va afirmar que Jasmine tractarà de trobar "el coratge per a poder parlar per la seua gent",[7] i diu que "Jasmine vol saber que passa al seu regne i acurtar la distància que s'havia creat amb ell, i és Aladdin el coratge que necessita per a això."[1]